# Pseudoblothrus regalini
Espèce
Pseudoblothrus regalini est une espèce de pseudoscorpions de la famille des Syarinidae.

## Distribution
Cette espèce est endémique de Lombardie en Italie. Elle se rencontre dans des grottes.

## Publication originale
- Inzaghi, 1983 : Pseudoblothrus regalini n. sp., da grotte della Provincia di Bergamo (Italia sett.) (Pseudoscorpiones Syarinidae). Atti della Societa Italiana di Scienze Naturali e del Museo Civico di Storia Naturale in Milano, vol. 124, no 1/2, p. 38-48.